# Hexatoma (Eriocera) ohausiana
Hexatoma (Eriocera) ohausiana is een tweevleugelige uit de familie steltmuggen (Limoniidae). De soort komt voor in het Neotropisch gebied.